# مارتينز، ريو غراندي دو نورتي
مارتينز (بالبرتغالية: Martins‏)؛ بلدية في ولاية ريو غراندي دو نورتي في المنطقة الشمالية الشرقية من البرازيل.